# Лукас Борхес
Лукас Борхес (шп. Lucas Borges; 17. фебруар 1980) професионални је аргентински рагбиста и репрезентативац.

## Каријера

### Клупска каријера
Тренутно игра за тим у којем и започео каријеру, а то је аргентински клуб "Пусара". Сезону 2007-2008 провео је у славној италијанском клубу Бенетону из Тревиза. У Француској је играо за Стад Франс, Дакс и Алби.

### Репрезентација Аргентине
За репрезентацију Аргентине дебитовао је против Парагваја 2003. Био је у стартној постави на том тест мечу и постигао је 2 есеја. Одиграо је још два тест меча те године и то против Уругваја и Чилеа. 2004, играо је тест мечеве против највећих светских сила Ол блекса, Спрингбокса, Велса, Ирске и Француске. Био је део селекције Аргентине на два светска првенства (2007, 2011). За "Пуме" је одиграо 32 тест меча и постигао 14 есеја. Играо је и за рагби 7 репрезентацију Аргентине.

## Успеси
Освојио је бронзану медаљу са Аргентином на светском првенству у Француској 2007.
Освојио је титулу првака Француске са клубом "Стад Франс" 2007.